# Lijst van burgemeesters van Aarle-Rixtel
Dit is een lijst van burgemeesters van de voormalige Nederlandse gemeente Aarle-Rixtel in de provincie Noord-Brabant.
| Ambtsperiode | Naam burgemeester               | Leven     | Partij of stroming | Bijzonderheden                                                                         |
| ------------ | ------------------------------- | --------- | ------------------ | -------------------------------------------------------------------------------------- |
| 1821 - 1855  | Hermanus Theodorus Goossens     |           |                    | Was van 1822 tot 1838 tevens burgemeester van Lieshout                                 |
| 1856 - 1885  | P.J. Donkers                    |           |                    |                                                                                        |
| 1885 - 1909  | Willem Sengers                  | 1830-1909 |                    |                                                                                        |
| 1909 - 1924  | Alphonse Emile Albers Pistorius | 1878-1944 |                    |                                                                                        |
| 1924 - 1929  | Jan (J.) Phaf                   | 1877-1952 |                    | Aansluitend burgemeester van Gemert.                                                   |
| 1929 - 1938  | A.H. Termeer                    | 1891-1969 |                    | Eerder burgemeester van Nieuwstadt en Grubbenvorst, aansluitend burgemeester van Wouw. |
| 1938 - 1955  | Oscar Marie Haffmans            | 1897-1979 |                    | Aansluitend burgemeester van Nuenen c.a.                                               |
| 1955 - 1973  | E.P.A.M. Janssens               | 1908-1989 |                    | Voorafgaand burgemeester van Nieuw-Vossemeer.                                          |
| 1973 - 1997  | Mr. Kees (K.A.M.) Buijs         | 1931-2016 | CDA                |                                                                                        |